# Echanella obliquistriga
Echanella obliquistriga là một loài bướm đêm trong họ Noctuidae.